# NGC 2624
NGC 2624 este o galaxie spirală, situată în constelația Racul, la circa 190 de milioane de ani-lumină de la Calea Lactee. A fost descoperită de către astronomul german Albert Marth, la 30 octombrie 1864.
Potrivit bazei de date SIMBAD, NGC 2624 este o galaxie LINER, adică este o galaxie al cărei nucleu prezintă un spectru de emisie caracterizat prin linii groase de atomi slab ionizați.